# Завод азотних добрив у Теджені
Завод азотних добрив у Теджені – підприємство хімічної промисловості Туркменістану, що знаходиться на півдні країни на околицях міста Теджен.
Проект реалізували через компанію «Тедженкарбамід», яка відноситься до державного концерну «Туркменхімія» ("Turkmenhimiya"). Будівництво заводу почалось у 2001-му, а його введення в експлуатацію припало на 2005 рік. Основними складовими виробничого комплексу є лінії аміаку (продуктивність 600 тон на добу) та карбаміду (1050 тон на добу). Номінальна річна потужність заводу визначена на рівні 350 тисяч тон карбаміду.
Станом на початок 2021-го завод через знос обладнання працював на 54% від проектної потужності.
Головною сировиною для підприємства є природний газ, який на момент спорудження заводу надходив до Теджену по трубопроводах Мінара – Абадан та Шатлик – Ашгабат. З 2015-го через цей район також пройшов газопровід Схід – Захід.